# Ludwig Hamann (Schriftsteller)
Ludwig Carl Friedrich Hamann, Pseudonyme: L. G. Spielmann, Xanthyppos, L. von Schwerin (* 14. November 1867 in Schwerin; † 2. März 1929 in Berlin) war ein deutscher Schriftsteller, Journalist und Verleger.

## Leben
Ludwig Hamann wurde geboren als Sohn des Bäckermeisters Christian Otto Julius Hamann und dessen Frau Amalie Auguste Wilhelmine, geb. Schulz. Er besuchte das Realgymnasium. Anschließend arbeitete er zunächst als Buchhändler in Magdeburg und in Dresden, später als Journalist. Ab 1894 war er in Leipzig als Verleger tätig. Im Jahre 1900 gründete er die Zeitschrift Musikwoche. Später ging Hamann als Schriftleiter der Stargarder Zeitung nach Stargard in Pommern.
Hamann war ein vielseitiger Autor. Er schrieb über so unterschiedliche Gegenstände wie Die Reise ins Pharaonenland und Konventionelle Lügen im Buchhandel. In volksaufklärender Weise veröffentlichte er eine Schrift zum „Umgang mit Büchern“ mit Verweis auf die bildende Wirkung des Lesens, das, eifrig gepflegt, zur „Selbstkultur“ im bildungsbürgerlichen Sinne wird. Bemerkenswert sind seine Floh-Memoiren in 3 Bänden. Sein historischer Roman Die Klosterhexe von Marienfließ und der Untergang des Pommerschen Herzogsgeschlechts (1910) spielt in Pommern; er behandelt das Schicksal von Sidonia von Borcke, die 1620 wegen Hexerei verurteilt und hingerichtet wurde.
Für den ab 1904 im pommerschen Pyritz und in Stargard wirkenden Komponisten Eugen Lasch (1870–1911) lieferte Hamann das Libretto zu dem weltlichen Oratorium Das Lied von der Tanne op. 11 (1908); Lasch setzte 1910/11 außerdem Hamanns Schlummerliedchen („Wenn mein Kind nicht schlafen will“) als Klavierlied in Musik.

## Werke (Auswahl)
- Konventionelle Lügen im Buchhandel. Allerlei Unverfrorenheiten. 1. Auflage: Hamann, Leipzig 1897. 3. Auflage: Hamann, Leipzig 1903. (Nachdruck der 3. Auflage: Windecker Winkelpresse, Windeck 1977) (3. Auflage Online)
- Campo Santo. Gedicht. In: Deutsche Dichtung, 3 (1887/88), S. 200.
- Der Umgang mit Büchern und die Selbstkultur. Hamann, Leipzig 1898.
- Floh-Memoiren, Band 1. Hubbigs Abenteuer. Lebenserinnerungen eines Pulex irritans in kitzlige Reime gebracht. 1902.
- Floh-Memoiren, Band 2. Hubbigs heitere Fahrten. Flohgift zweite Dosis in kitzligen Reimen verzapft. Leipzig 1903.
- Floh-Memoiren, Band 3. Hubbigs letzte Sprünge. Das Testament eines Blutsaugers in heiteren Versen eröffnet. Leipzig 1903.
- Die Reise ins Pharaonenland. Eine fröhliche Fahrt über Venedig nach dem Nilkatarakt, über Neapel und Rom zurück. Marquardt, Berlin 1909.
- Die Klosterhexe von Marienfließ und der Untergang des Pommerschen Herzogsgeschlechts. Historischer Roman. Leipzig 1910.